# 루르두사우루스
루르두사우루스(Lurdusaurus arenatus)는 중생대 백악기 전기(약 1억 2,100만년 전~1억 1,200만년 전), 오늘날 아프리카 대륙에 서식했던 4족보행(때로는 2족보행)의 초식 공룡이다. 화석은 니제르에서 발견되었다. 학명은 "무거운 도마뱀"이라는 의미를 갖고 있다. 전체 몸 길이는 약9m, 체중은 6t 정도 되었을 것으로 추정된다.